# Pierre-Célestin Cézerac
Pierre-Célestin Cézerac (1. května 1856, Caussens – 30. ledna 1940, Albi) byl francouzský římskokatolický duchovní, arcibiskup z Albi. Před jmenováním do Albi, zastával úřad biskupa cahorského. Arcibiskup Cézerac zemřel v úřadu v roce 1940.

## Život
Pierre-Célestin se narodil v roce 1856 v Caussens v departementu Gers. V prosinci 1880 přijal kněžské svěcení a působil ve farnostech auchské arcidiecéze.
V listopadu 1911 byl jmenován biskupem cahorským. V lednu roku 1918 byl jmenován titulárním arcibiskupem (pro hac vice) Caesareje v Mauretánii a arcibiskupem koadjutorem pro arcibiskupství v Albi. Téhož roku se v březnu stal sídelním arcibiskupem po smrti arcibiskupa Mignota. V osobním životě se věnoval psaní básní. Zemřel ve věku 83 let jako arcibiskup albijský v roce 1940.